# Fort Bend megye
Fort Bend megye az Amerikai Egyesült Államokban, azon belül Texas államban található. Megyeszékhelye Richmond, legnagyobb városa Sugar Land. Lakosainak száma 822 779 fő (2020. április 1.). Fort Bend megye Waller, Harris, Austin, Brazoria és Wharton megyékkel határos.

## Népesség
A megye népességének változása:
| Lakosok száma | 590 238 | 607 111 | 625 853 | 652 365 | 716 087 | 764 828 | 822 779 |
|               | 2010    | 2011    | 2012    | 2013    | 2015    | 2017    | 2020    |